# Colentina
Die Colentina ist ein Fluss in Südrumänien, der etwa 50 Kilometer nordwestlich von Bukarest in den Ausläufern der Südkarpaten entspringt und durch die nördlichen Bezirke der rumänischen Hauptstadt fließt. 
Im Stadtgebiet bildet sie zahlreiche früher sumpfige Seen, die in den 1930er Jahren befestigt und in neugeschaffene Parkanlagen integriert wurden. Von Nordwest nach Südost sind dies der Lacul Mogoșoaia, Lacul Străulești, Lacul Grivița, Băneasa, Herăstrău, Floreasca, Tei, Plumbuita, Fundeni, Pantelimon, sowie der Lacul Cernica. 
Wenige Kilometer östlich von Bukarest mündet die Colentina in die Dâmbovița.